# 罪 (日本詞語)
罪是一個日本詞語，意指違反了法律，社會或宗教法規之行為。這詞通常用於宗教及道德感。最初，這詞是意指因違反神靈的禁忌，如作出了邪惡、污穢的行為，而神靈予以的懲罰。因此，在英語上被翻譯成「sin（罪）」時，該詞只會涵蓋了日語中三種含義的其中一種。

## 历史
這詞是由障礙（受到或遇上阻礙、事故或麻煩），意指經常發生不好事情之動詞的縮寫演變出來。 因此這詞在古時日本不僅意指罪行或其他被禁止的人類行為，但也意指疾病，災難，污染，醜陋和任何其他令人不愉快的事物或事件。
在公元927出版的日本規章制度書籍《延喜式》中，區分了兩種類別的罪，分別是天上之罪（天罪）  及 地上之罪（地罪）。 天上之罪指侵犯財產的行為，而地上之罪主要是指侵犯他人的行為。有些罪是與與疾病和自然災害有關，和不是現代層面上所指的罪 。另外，有些擾動（穢れ）需由某些人以特定的方法來處理和解決， 例如需以名為祓的淨化儀式來解決。

## 详细内容
大祓词中提及的天津罪和国津罪主要包括：

### 天津罪
- 畔放 - 破坏水田的田埂，影响灌溉。
- 沟埋 - 堵塞水田的水沟。
- 樋放 - 破坏灌溉用的水管。
- 頻播 - 在他人已经播种过的地方再次播种。
- 串刺 - 在他人的田地上插入诅咒过的竹签，以伤害其主人或夺取该土地的占有权。
- 生剥 - 活剥马皮。影响宗教活动。
- 逆剥 - 从臀部开始剥马皮。影响宗教活动。
- 粪户 - 在举行祭祀活动的宗教场所脱粪。

### 国津罪
- 生肤断 - 毁伤活人的肌肤（故意伤害）。
- 死肤断 - 毁伤尸体的肌肤。
- “白人”[註 1] - 白癜风。一说麻风病。
- 胡久美 - 囊肿或痈。一说佝偻病。
- 上通下通婚 - 乱伦。
- 畜犯罪 - 兽交。
- 昆虫灾 - 由于毒蛇、蜈蚣、蝎子等在地上爬动的有害生物造成的损害。
- 高津神灾 - 雷击等天灾。
- 高津鸟灾 - 猛禽造成的损害。
- 畜仆蛊物罪 - 屠宰牲畜并用其作为诅咒他人（巫蛊）的祭品。